# Lavorazione con fascio laser
Le lavorazioni con fascio laser (anche indicate con l'acronimo LBM, dall' inglese Laser Beam Machining) sono dei processi termici che usano un raggio laser come fonte di calore, poiché esso può essere facilmente concentrato con delle lenti raggiungendo densità di potenza superiore a 1 MW⁄mm2. Nel momento in cui il laser interagisce con il materiale, l'energia dei fotoni viene assorbita dal materiale in lavorazione provocando localmente un rapido aumento di temperatura, che porta a fusione o ebollizione asportando il materiale (senza contatto meccanico) per espulsione del materiale fuso, vaporizzazione o meccanismi ablazione. A differenza dei processi convenzionali non si ha usura e la rimozione del materiale non dipende dalla sua durezza, ma dalle proprietà ottiche del laser e le proprietà ottiche e termofisiche del materiale. Risulta per questo particolarmente indicato per lavorare leghe ad alta resistenza termica, carburi, compositi fibro-rinforzati, ceramici e stelliti.

## Processo

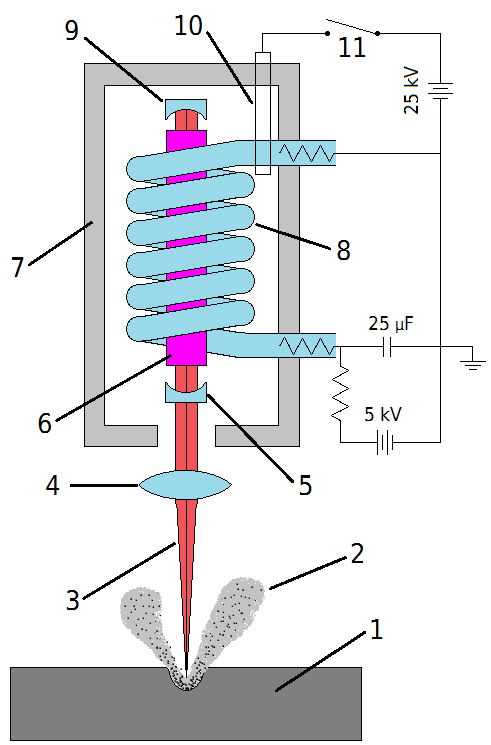
Schema di una lavorazione con fascio laser a stato solido.
1. Pezzo 2. Materiale vaporizzato e fuso espulso 3. Fascio laser 4. Lente 5. Semispecchio 6. Mezzo ottico attivo (rubino) 7. Involucro riflettente 8. Lampada flash 9. Specchio 10. Elettrodo di innesco 11. Interruttore circuito

La fisica delle lavorazioni laser è alquanto complessa, soprattutto a causa della riflessione e diffusione sulla superficie del pezzo. Comunque si può dire che l'asportazione attraverso laser si verifica quando la densità di potenza del raggio è maggiore delle perdite per conduzione, convezione e irraggiamento, allo stesso tempo raggi laser dall'intensità troppo alta vanno evitati poiché tendono a generare un pennacchio di plasma che riduce l'efficienza del processo.
Si usano sia laser a stato solido che laser a gas, ad emissione continua o ad impulsi. Quelli tipicamente usati nella lavorazione dei metalli sono riportati in tabella.
| Tipo                        | Mezzo    | Lunghezza d'onda [nm] | Caratteristiche tipiche       | Applicazioni tecnologiche tipiche |
| --------------------------- | -------- | --------------------- | ----------------------------- | --- |
| Laser a diodo diretto (LDD) | Diodo    | 970                   | a impulsi o continuo          | Foratura, saldatura, ablazione |
| Stato solido                | Rubino   | 694                   | a impulsi, 5 W                | foratura diretta (diametri 0,25÷1,5 mm) punzonatura e foratura a percussione; per metalli                                                                    |
| Stato solido                | Nd-YAG   | 1064                  | a impulsi o continuo, 1÷800 W | foratura diretta (diametri 0,25÷1,5 mm), trapanatura di fori larghi, punzonatura e foratura a percussione, taglio di metalli sottili; per metalli e ceramici |
| Stato solido                | Nd-Vetro | 1064                  | a impulsi o continuo, 2 mW    | foratura diretta (diametri 0,25÷1,5 mm); per metalli |
| Gas                         | CO2      | 10 600                | a impulsi o continuo, < 15 kW | larghi fori, taglio di plastiche; su non metalli, ceramici, materiali organici e plastiche                                                                   |

Fissata la lunghezza d'onda, maggiore è la riflettività di un materiale, minore è il tasso di rimozione. Diversi metalli riflettono il 90% della radiazione incidente a basse densità di potenza, quindi conviene precedentemente trattarne la superficie per ridurne la riflettività e aumenterne la lavorabilità. 
Le plastiche richiedono minori energie per vaporizzare anche perché hanno bassi valori di conduttività termica per questo assorbono facilemete la radiazione di un laser a CO2 con lunghezza d'onda di 10,6 µm con cui fondono facilmente a basse potenze. Quindi per lavorare i metalli alla stessa velocità delle plastiche è necessario usare maggior potenza. Per migliorare la lavorazione dei metalli si usano laser assistiti da gas, poiché si genera una torcia che liquefà e ossida il metallo, inoltre il flusso di gas rimuove l'ossido e il processo si ripete.

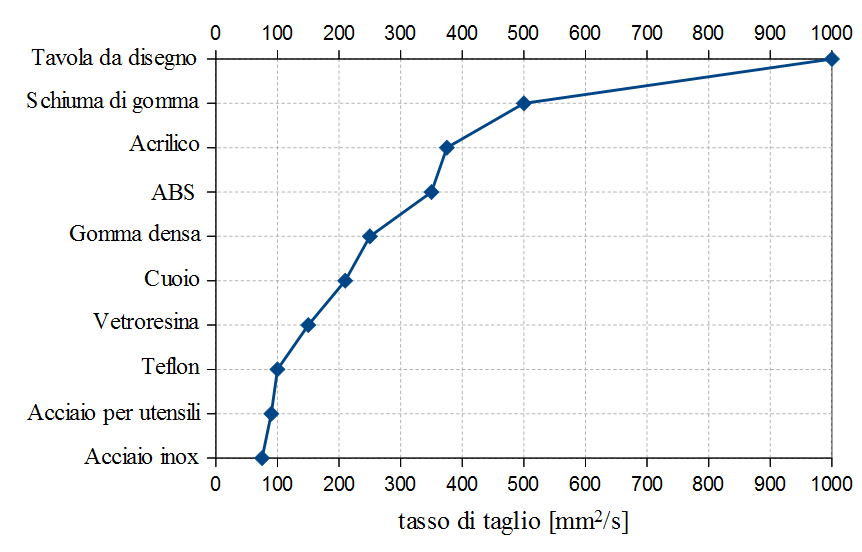
Tassi di rimozione all'unità di spessore con laser a CO_{2} per vari materiali

## Applicazioni

### Foratura

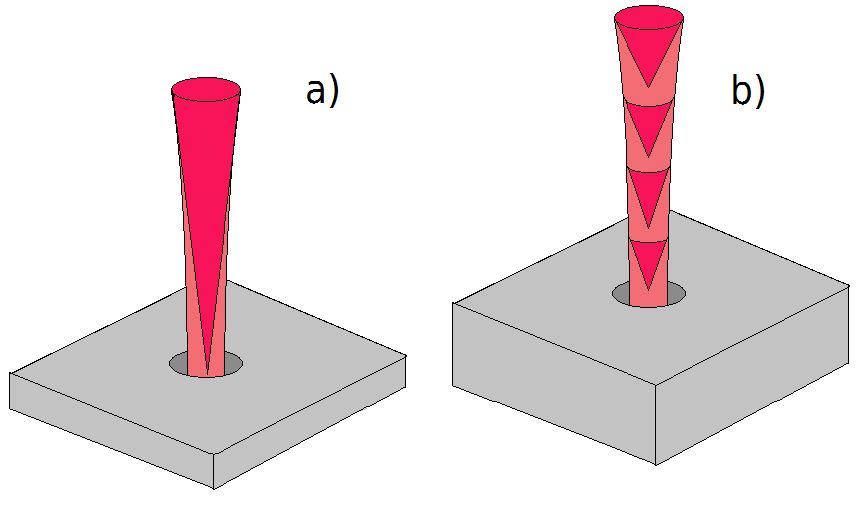
a. Foratura laser a singolo impulso b. Foratura laser a percussione

Un piccolo impulso laser ad alta intensità fa fondere e evaporare il materiale. Più alta è l'energia maggiore è la quantità di metallo fuso ed evaporato. L'evaporazione improvvisa spinge il metallo fuso fuori dal foro.
Spingendo al limite tale processo con impulsi nell'ordine del picosecondo, il materiale sublima e il pezzo non si riscalda. Sono state sviluppate tre tecniche di foratura.

#### Foratura diretta: a impulso singolo e a percussione

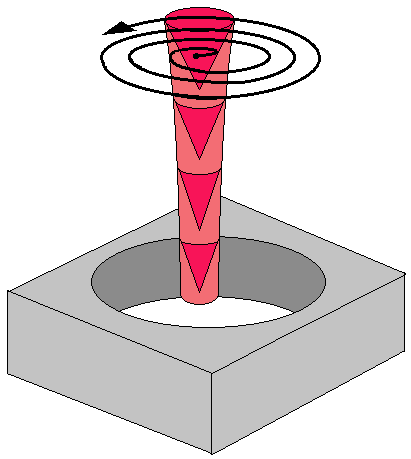
Trapanatura laser

Nella foratura a impulso singolo, come dice il nome, si usa un singolo impulso laser ad alta energia in modo da praticare molti fori in breve tempo. Nella foratura a percussione il foro viene prodotto con un treno di impulsi laser di breve durata e bassa energia, in modo da ottenere fori più profondi, precisi e piccoli rispetto al metodo con impulso singolo.

#### Trapanatura
Anche con la trapanatura si esegue il foro con diversi impulsi, procedendo prima nell'eseguire un foro guida iniziale tramite foratura a percussione, poi lo si allarga, partendo dal centro, eseguendo orbite circolari sempre più larghe. Il metallo fuso è rimosso spinto verso il basso e quindi fuoriesce dal foro.

#### Foratura elicoidale

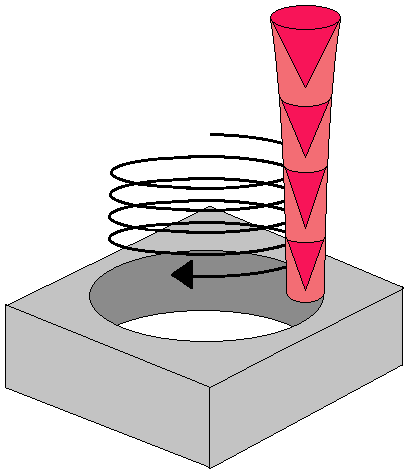
Foratura laser elicoidale

La foratura elicoidale si differenzia dalla trapanatura per il fatto che non si esegue il foro guida. Il treno di impulsi esegue delle orbite circolari e man mano avanza in profondità seguendo il moto di un'elica. La maggior parte del materiale fuso è espulso verso l'alto, il processo continua finché il foro non sbuca sull'altra faccia, a quel punto si eseguono ancora alcuni giri per allargare il foro e rifinirne i bordi. Produce come scarto la parte di metallo tagliata via dal foro. È una tecnica indicata per eseguire fori molto larghi e profondi di elevata qualità.

#### Capacità di processo[1]
| Caratteristica del foro    | Intervallo                                 |
| -------------------------- | ------------------------------------------ |
| diametro                   | 5 µm ÷ 1,27 mm anche di più in trapanatura |
| altezza                    | 1,7 mm                                     |
| angolo                     | 15° ÷ 90°                                  |
| rastremazione              | 5 ÷ 20 % del diametro                      |
| aspetto (altezza/diametro) | 50:1                                       |
| altezza trapanata          | 6,4 mm                                     |
| tolleranza                 | ± 5 ÷ 20 % del diametro                    |
| minimo raggio di bordo     | 0,25 mm                                    |

## Pro e contro

### Pro
Non si ha usura e rottura dell'utensile. I fori possono essere posizionati con precisione utilizzando un sistema ottico di allineamento.
Si possono produrre fori piccoli e molto profondi (grande rapporto di aspetto). Si possono lavorare materiali duri. La lavorazione è estremamente rapida ed i tempi di setup sono economici. Si possono eseguire fori con angoli di ingresso difficili (10° rispetto alla superficie).
Grazie alla sua flessibilità, il processo può essere automatizzato facilmente ad esempio in operazioni di foratura al volo su materiali sottili che richiedono un solo colpo per realizzare il foro. Il costo di gestione è basso.

### Contro
Il costo delle apparecchiature è alto. In genere nella foratura diretta si ottengono fori rastremati, inoltre risulta difficile ottenere un foro cieco della profondità precisa.
Lo spessore del materiale che può essere perforato con il laser è limitato a 50 mm. In genere si formano bave sul lato di uscita del foro che vanno rimosse.